# Przewlekłe zapalenie migdałków
Przewlekłe zapalenie migdałków (łac. tonsillitis chronica) – przewlekły stan zapalny w obrębie migdałków, a zwłaszcza ich krypt, z nadmiernym złuszczaniem się nabłonka krypt i zaleganiem w nich czopów nierzadko silnie cuchnących. Łuki podniebienne bywają przekrwione i zgrubiałe: przy ucisku szpatułką na łuk wydobywają się z głębi krypt czopy i płynna treść ropna. Węzły chłonne szyi bywają powiększone i okresowo bolesne. Chorzy skarżą się na częste bóle gardła, uczucie zawadzania, przykry zapach z ust (spowodowany wydzielaniem się cuchnących czopów). W przebiegu przewlekłego zapalenia migdałków bywają okresy zaostrzenia z objawami podobnymi do anginy (gorączka, przekrwienie migdałków, bolesność węzłów szyjnych).
Sposób leczenia radykalnego polega na wyłuszczeniu migdałków. Jeśli zabiegu nie można wykonać, stosowane bywa: mechaniczne usuwanie czopów, płukanie gardła łagodnymi środkami odkażającymi.
Przewlekłe stany zapalne migdałków stanowić mogą miejsce rozwoju bakterii chorobotwórczych. Produkty rozpadu bakterii (antygeny bakteryjne) mogą dostawać się drogą krwi do odległych narządów (nerek, stawów, serca), powodując w nich odczyn zapalny (tzw. wtórne zakażenie).
Migdałki wchodzą w skład pierścienia obronnego, którego rola polega na ochronie wejścia do górnych dróg oddechowych przed szkodliwymi czynnikami zewnętrznymi. Wskazaniem do usunięcia migdałków jest ich znaczny przerost, sytuacja w której blokują one częściowo przepływ powietrza przez drogi oddechowe i mogą być przyczyną bezdechu sennego oraz stałego, dodatkowego obciążenia dla płuc. Operacja może przynieść dobre efekty u dzieci bardzo często zapadających na anginy, czyli wtedy, gdy migdałki przestają pełnić funkcję ochronną, a za to same stają się źródłem zakażenia. Ostatnio jednak tonsillektomię wykonuje się znacznie rzadziej niż kiedyś.

## Klasyfikacja ICD10
| kod ICD10     | nazwa choroby                                                     |
| ------------- | ----------------------------------------------------------------- |
| ICD-10: J35   | Przewlekłe choroby migdałków podniebiennych i migdałka gardłowego |
| ICD-10: J35.0 | Przewlekłe zapalenie migdałków                                    |